# Distretto di Gemlik
Gemlik (in turco Gemlik ilçesi) è una città e un distretto della provincia di Bursa, in Turchia.
Nel 2004 la popolazione della città era di oltre 70000 abitanti. Il porto è uno dei più importanti della Turchia e la città rinomata per la produzione di olio d'oliva. 
In prossimità della città si trovano le rinomate spiagge di Kurşunlu.

## Storia
La città moderna è edificata sui resti dell'antica Kios (in greco antico: Kίος o Kείος?, Kìos o Kèios, in latino Cius) e fino al 1922 portava il nome greco di Kios essendo la sua popolazione composta all'80 % da greci, che vennero espulsi in seguito alla guerra greco-turca. 

## Amministrazione

### Gemellaggi
- Firenze  Italia
- Lauderhill  Stati Uniti

| Controllo di autorità | VIAF (EN) 153701752 · LCCN (EN) n87862808 · J9U (EN, HE) 987007560132405171 |